# Молчание доктора Ивенса
«Молчание доктора Ивенса» — советский научно-фантастический художественный фильм, поставленный режиссёром Будимиром Метальниковым на киностудии «Мосфильм».
Премьера фильма состоялась 15 апреля 1974 года.

## Сюжет
В результате катастрофы над Атлантикой самолёт, в котором, среди прочих пассажиров, находится доктор Мартин Ивенс, падает в океан.
Пришельцы с планеты Орайна спасают выживших пассажиров, удалив из их памяти подробности катастрофы. Спасённые безуспешно пытаются разобраться, что с ними произошло. Пребывание в полуразрушенном самолёте, который находится в неведомом пространстве, отсутствие обломков и жертв катастрофы вызывают у них смятение и неоднозначные оценки. Появляется навязчивое ощущение, что за ними кто-то наблюдает. Пытаясь выйти на контакт с этими неизвестными, пассажиры получают знак, что их слышат. После этого их дистанционно приветствуют, сообщая о спасении. Для «официальных переговоров» пришельцы приглашают доктора Ивенса как наиболее образованного из пассажиров. От них доктор получает сведения о планете, с которой они прилетели, а также о цели их визита. Как оказалось, их планета меньше Земли, но более древняя. В какой-то момент её обитателям стало невыносимо одиноко в глубинах космоса, и они отправили экспедицию на поиски иных цивилизаций. Пришельцы также знакомят Ивенса с их исключительными способностями к телепатии, телепортации и долгожительству. Они доброжелательны, но эмоционально более сдержанны и более строги в своих рассуждениях, чем земляне.
Дальнейшие события развиваются на одном из островов северо-западной части Атлантического океана, куда пришельцы доставляют пассажиров. В долгих диалогах с инопланетянами доктор пытается убедить их открыться миру и помочь ему в его научной работе, посвящённой продлению человеческой жизни.
Корабль-разведчик инопланетян подвергается атаке военного самолёта землян, в результате чего погибает инопланетянин Буами. В связи с этим инцидентом, а также после знакомства пришельцев с печальными земными реалиями, такими как голод, войны, болезни, разобщённость народов и государств, отсутствие единых законов, — инопланетяне сообщают Ивенсу своё решение: контакт с землянами и возможность открыть им тайну продления жизни преждевременны. Пришельцы разочарованы тем, что́ они узнали о своих долгожданных «братьях по разуму». В итоге они отказывают Ивенсу в дальнейшем сотрудничестве, мотивируя это тем, что люди ещё не достигли подлинной нравственности, и стирают у всех спасённых, кроме самого Ивенса, память о произошедшем. В свою очередь, доктор обещает пришельцам молчать о том, что узнал от них, заверяя, что земляне могут ради идеи даже идти на смерть.
Оранте, женщина из экипажа пришельцев, вопреки настроениям других членов экипажа, чувствуя искренность мотивов доктора, испытывает к нему симпатию и понимает, что не все земляне одинаковы. В процессе общения с доктором Оранте решает (вопреки наставлениям своих соплеменников) разделить земную жизнь с людьми, чего бы ей это ни стоило.
Пришельцы оставляют пассажиров на острове, где их и находят поисково-спасательные команды. О чудесном спасении уцелевших после катастрофы сообщают многие СМИ, к ним проявляет интерес общественность. Доктор Ивенс возвращается к повседневной жизни, но его память хранит подробности невероятной встречи. Он многое переосмысливает и понимает, что результатами его научных трудов могут воспользоваться те, кто преследует сугубо корыстные цели (чего опасались пришельцы). По этой причине Ивенс, выступая с докладом на конференции, сообщает, что не собирается более продолжать исследования по поиску способов продления человеческой жизни. Позиция доктора не находит понимания у научной общественности, а жена считает, что он просто впал в безумие.
Миссия пришельцев ещё пребывает на планете, но уже готовится её покинуть. Оранте периодически навещает Ивенса в его доме, становясь невидимой в случае необходимости. Однако жена доктора видит всё больше странностей в поведении мужа.
За доктором уже ведут слежку спецслужбы. Однажды агенты врываются в его дом, когда там находится Оранте. Ей удается исчезнуть, а агенты производят обыск и допрос Ивенса. Спецслужбам нужны сведения, что же действительно произошло в северной Атлантике, так как военные стали замечать странные явления в районе авиакатастрофы.
В определённый момент, получив знак от Оранте, что время раскрыть тайну пришло, доктор сообщает агентам о пришельцах: кто они и с какой целью прибыли на планету. Агенты пытаются взять доктора под стражу. Оранте помогает ему бежать, останавливая похитителей с помощью гипноза. На время Ивенс и Оранте уходят от преследователей.
Доктор, несмотря ни на что, собирается рассказать людям правду о гостях из далёкого мира. Но задуманному не дано осуществиться: их преследуют, Оранте телепортируется, а Ивенс, попав в засаду на дороге, терпит аварию и погибает. Появляется Оранте. Она пытается помочь доктору. Её окружают, она сначала оказывает сопротивление с помощью своих необычных гипнотических способностей, но потом погибает и сама от огнестрельного ранения. Её тело исчезает, а подоспевшие агенты спецслужб не могут понять, что произошло, как не могут объяснить этого и свидетели произошедшего.
Конец истории печален: в СМИ распространяются сведения, что доктор Ивенс погиб в результате несчастного случая, будучи последнее время на грани безумия. Эту же версию подтверждают и его жена, и его окружение.
По телевидению зачитывается следующее заявление:

«Мы провели самостоятельное расследование и тоже пришли к неутешительному выводу, что все слухи о таинственной связи доктора Ивенса с пришельцами из Космоса вызваны только странностью его поведения. Почему же „неутешительному“? А потому, что и ныне две вещи, говоря словами старика Канта, более всего поражают наше воображение: „звездное небо над нами и нравственный закон внутри нас“». 
Корабль пришельцев покидает Землю.

## В главных ролях
- Сергей Бондарчук — Мартин Ивенс
- Жанна Болотова — Оранте
- Ирина Скобцева — Эвелин
- Леонид Оболенский — Зор
- Игорь Кузнецов — Рин
- Борис Романов — Буами
- Ольгерт Кродерс — Грасс
- Гунар Плаценс (в титрах Плацен) — Бем
- Пранас Пяулокас — Лацки
- Валерий Хлевинский — Фазенда
- Владимир Скомаровский — аргентинец
- Алёша Крюков — Бобби
- Алексей Сафонов — сотрудник спецслужб

## Съёмочная группа
- Автор сценария и режиссёр: Будимир Метальников
- Операторы-постановщики: Юрий Сокол, Владимир Бондарев
- Художник: Леонид Перцев
- Композитор: Эдуард Артемьев
  - Песню «When you’re by my side» на стихи Эзры Басса исполняет Валерий Ободзинский
- Звукооператор: Ян Потоцкий
- Дирижёр: Юрий Николаевский
- Запись музыки: Виктор Бабушкин
- Режиссёры: М. Волович, Р. Бовэ
- Операторы: Евгений Шведов, Владимир Шевцик
- Монтаж: Роза Рогаткина
- Грим: В. Болотников, М. Чикирев
- Костюмы: В. Романова, Алик Зингер
- Декоратор: С. Казанцев
- Комбинированные съёмки:
  - операторы Григорий Айзенберг, Борис Травкин, Юрий Сокол
  - художник Эдуард Маликов
- Редактор: Ирина Сергиевская
- Музыкальный редактор: Минна Бланк
- Ассистенты:
  - режиссёра: Марина Лебешева
  - оператора: Д. Коваленко
- Звукооператор перезаписи: Евгений Базанов
- Директор: Эрнст (Эрик) Вайсберг

## Производство
Съёмки фильма проходили частично на территории Чехословакии, чаще в Прагe и её окрестностях, частично в Крыму, на скалах Нового Света. Доклад доктора Ивенса снят во Вроцлавском университете (Польша).

## Награды
В 1974 году фильм был удостоен специального приза жюри Международного кинофестиваля научно-фантастических фильмов в Триесте, а Жанне Болотовой за роль в нём был присуждён «Серебряный астероид» фестиваля как лучшей актрисе.